# G de l'Escorpió
G de l'Escorpió (G Scorpii) és un estel de magnitud aparent +3,19 a la constel·lació de l'Escorpió. Al segle xviii va ser denominada Gamma del Telescopi per Nicolas-Louis de Lacaille, en una època en què els límits de les constel·lacions no estaven clarament definits. La seva posterior inclusió en l'actual constel·lació de l'Escorpió va portar a Benjamin Apthorp Gould a assignar-li un nou nom, probablement en considerar que un estel tan brillant hauria de tenir-lo. Encara que es desconeix perquè la va denominar amb la lletra «G», possiblement fora per haver estat una vegada l'estrella «Gamma» de Lacaille. Ocasionalment també és coneguda amb el nom propi de Basanismus.
A 126 anys llum de distància del sistema solar, G de l'Escorpió és una gegant taronja de tipus espectral K2III no gaire diferent de Wei (ε Scorpii), en aquesta mateixa constel·lació. Amb una temperatura efectiva de 4.540 K, la seva lluminositat —inclosa la radiació emesa en l'infraroig— és 104 vegades major que la lluminositat solar. La mesura directa del seu diàmetre angular ha permès avaluar el seu radi, i aquest és 17,6 vegades més gran que el radi solar. Encara que la massa d'aquestes gegantes sempre és incerta, observacions d'astrosismologia dutes a terme amb l'observatori espacial WIRE han permès determinar que la seva massa és de 1,44 masses solars. Té una edat estimada de 3.000 milions d'anys.
Encara que als catàlegs estel·lars G de l'Escorpió apareix amb dues companyes estel·lars, visualment a 40 i 200 segons d'arc, gairebé amb seguretat ambdues estrelles no estan físicament vinculats amb ella.